# Сельское поселение Кулешовка
Сельское поселение Кулешовка — муниципальное образование в Нефтегорском районе Самарской области.
Административный центр — село Кулешовка.

## Административное устройство
В состав сельского поселения Зуевка входят:
- село Кулешовка,
- посёлок Ветлянка.